# Albert Dunning
Albert Dunning (* 5. August 1936 in Arnhem; † 2. Juni 2005 in Loenen aan de Vecht) war ein niederländischer Musikwissenschaftler.

## Leben
Albert Dunning gilt als einer der bedeutenden Erforscher von Leben und Werk des italienischen Komponisten Pietro Antonio Locatelli. Er studierte von 1958 bis 1965 an der Universität Amsterdam und zwischenzeitlich ein Semester an der Universität Wien. Als Stipendiat der Alexander von Humboldt-Stiftung forschte er 1966 und 1967 in Wien und München. Ab 1968 war er Assistent an der Universität Tübingen und promovierte ein Jahr später an der Universität Amsterdam. 1970 wurde Dunning Gastprofessor an der Syracuse University in New York und lehrte 1971 bis 1973 in deren Auftrag an der Johann Wolfgang Goethe-Universität Frankfurt am Main. In den folgenden beiden Jahren war er Dozent an der Universität Amsterdam und forschte von 1975 bis 1988 an der Ryksuniversiteit Utrecht.
Ab 1988 war Dunning Ordinarius für Musikgeschichte der Neuzeit an der Universität Pavia. 1991 gründete Albert Dunning die Stiftung Pietro Antonio Locatelli mit Sitz in Amsterdam und Cremona; seitdem ist er verantwortlicher Herausgeber für deren Publikationen. Neben dieser Tätigkeit als einer der wichtigsten Erforscher von Leben und Werk Locatellis schrieb er zahlreiche Aufsätze in Fachpublikationen und betätigt sich als Musikherausgeber von Werken des frühen 16. und des 18. Jahrhunderts.

## Veröffentlichungen (Auswahl)
- Joseph Schmitt; Leben und Kompositionen des Eberbacher Zisterziensers und Musikverlegers (Amsterdam, 1962)
- De Muziekuitgever Gerhard Frederick Witvogel (Utrecht, 1966)
- Die Staatsmotette 1480–1555 (Utrecht, 1969)
- Count Unico van Wassenaer (1692–1766) A master unmasked or the Pergolesi-Ricciotti Puzzle solved (Buren, 1980)
- Pietro Antonio Locatelli; Der Virtuose und seine Welt, in 2 Bänden (Buren, 1981)
- Pietro Antonio Locatelli; Catalogo tematico, lettere, documenti & iconografia (Mainz, 2001)
- Pietro Antonio Locatelli; Opera Omnia: Gesamtausgabe in 10 Bänden. Partitur und Kritischer Bericht (London, 2006)